# وینسنت لندی
وینسنت لندی (انگلیسی: Vincent Landay؛ زادهٔ ۱ ژانویهٔ ۲۰۰۰) تهیه‌کننده فیلم اهل کانادا است.
از فیلم‌ها یا مجموعه‌های تلویزیونی که وی در آن‌ها نقش داشته‌است می‌توان به جان مالکوویچ بودن و جایی که موجودات وحشی هستند اشاره نمود.